# 科洛尔诺公爵宫

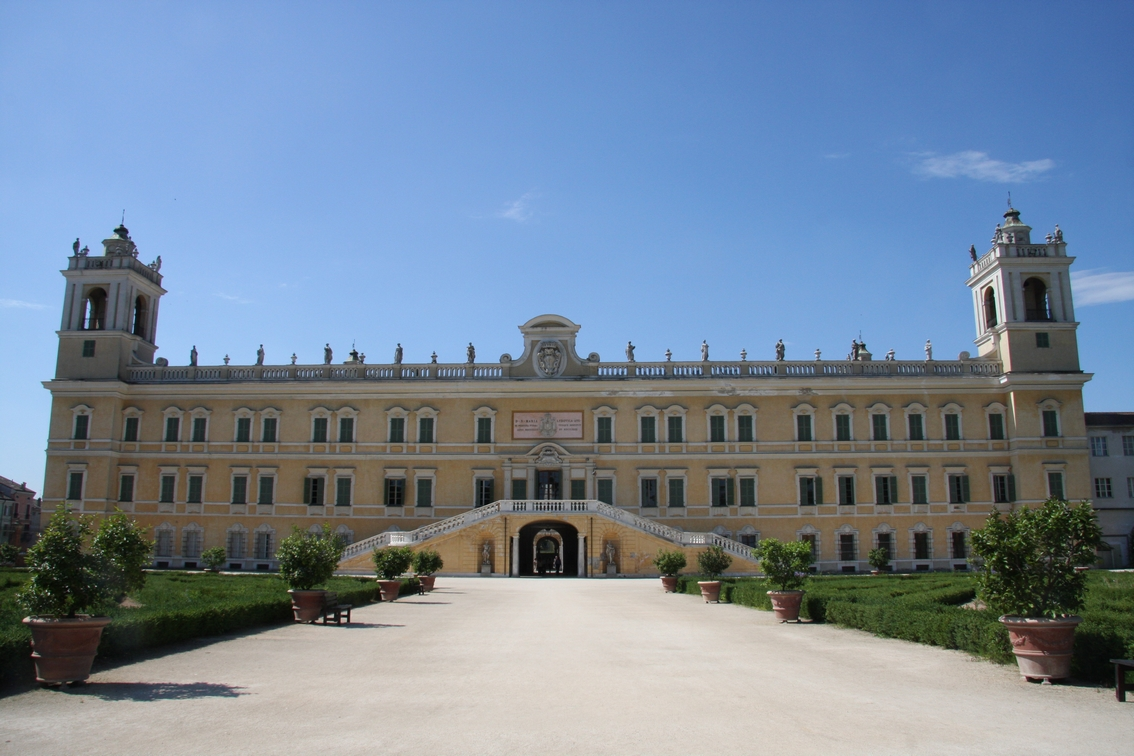
科洛尔诺公爵宫

公爵宫（義大利語：Reggia di Colorno）是位于意大利艾米利亚-罗马涅大区帕尔马省的市镇科洛尔诺，由帕尔马公爵弗朗切斯科·法尔内塞建于18世纪初。

## 历史
这个地点原有一座城堡，用于波河防御。它属于科雷吉奥家族，在16和17世纪由伯爵夫人芭芭拉·圣塞韦里诺修复，她希望为她的宫廷建一座真正的宫殿，并容纳她收藏的拉斐尔、提香、安德烈·曼特尼亚和科雷吉欧等画家的作品。
芭芭拉·圣塞韦里诺被帕尔马公爵拉努乔·法尔内塞一世斩首后，宫殿被帕尔马的法尔内塞收购。帕尔马公爵拉努乔·法尔内塞二世和他的妻子萨瓦的玛格丽特维奥兰特开始一个完整的重建，由他们的儿子弗朗切斯科完成，建筑师费迪南多·比别纳。 
这座宫殿是帕尔马公爵安东尼奥·法尔内塞的遗孀亨丽埃特·埃斯特的家。
在18世纪，帕尔马公爵菲利普委托法国建筑师贝蒂多进行修复，并试图模仿凡尔赛宫的室内装饰。菲利普的妻子是法国国王路易十五的长女路易丝·伊丽莎白公主。
1807年11月28日，帕尔马公国被法兰西帝国吞并后，公爵宫成为“帝国产业”，开始新的修复。维也纳会议后，公国归属拿破仑的妻子帕尔马公爵夫人瑪麗·路易絲，这是她最喜欢的居住地，并开辟了宽敞的英式花园。
意大利统一后，在1870年它被帕尔马省收购，现在是世界著名的意大利烹饪学校。

## 圖集

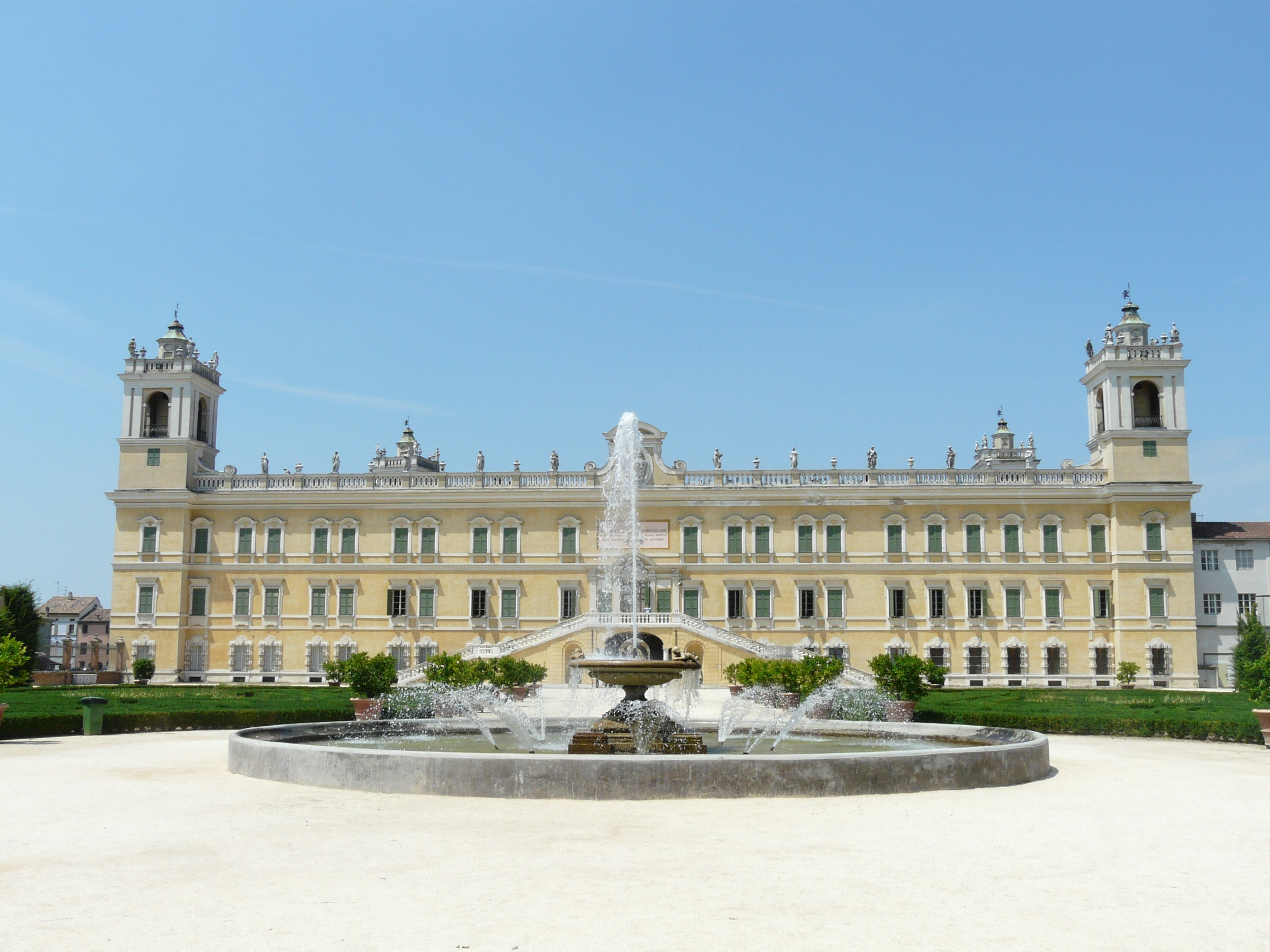
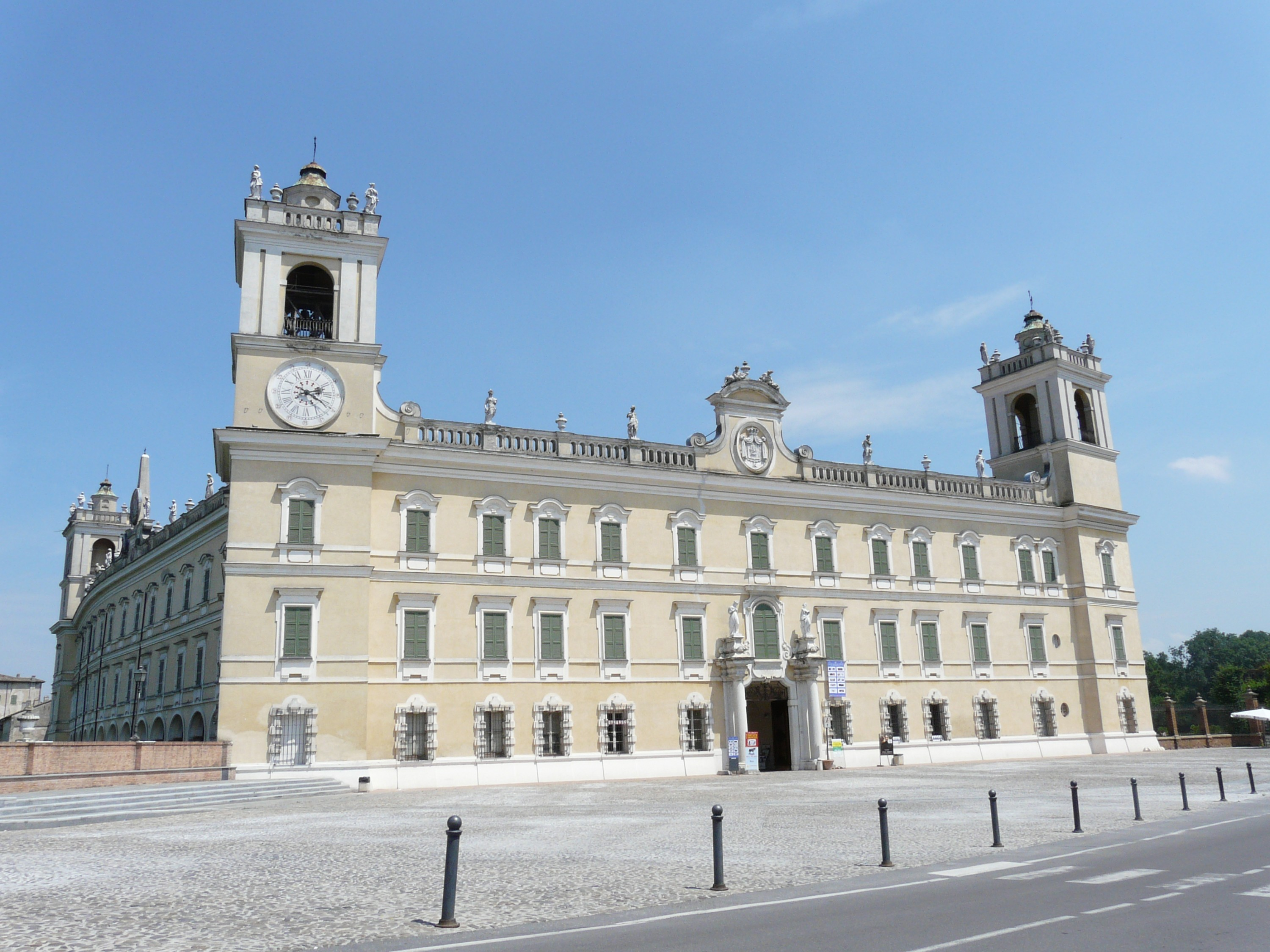
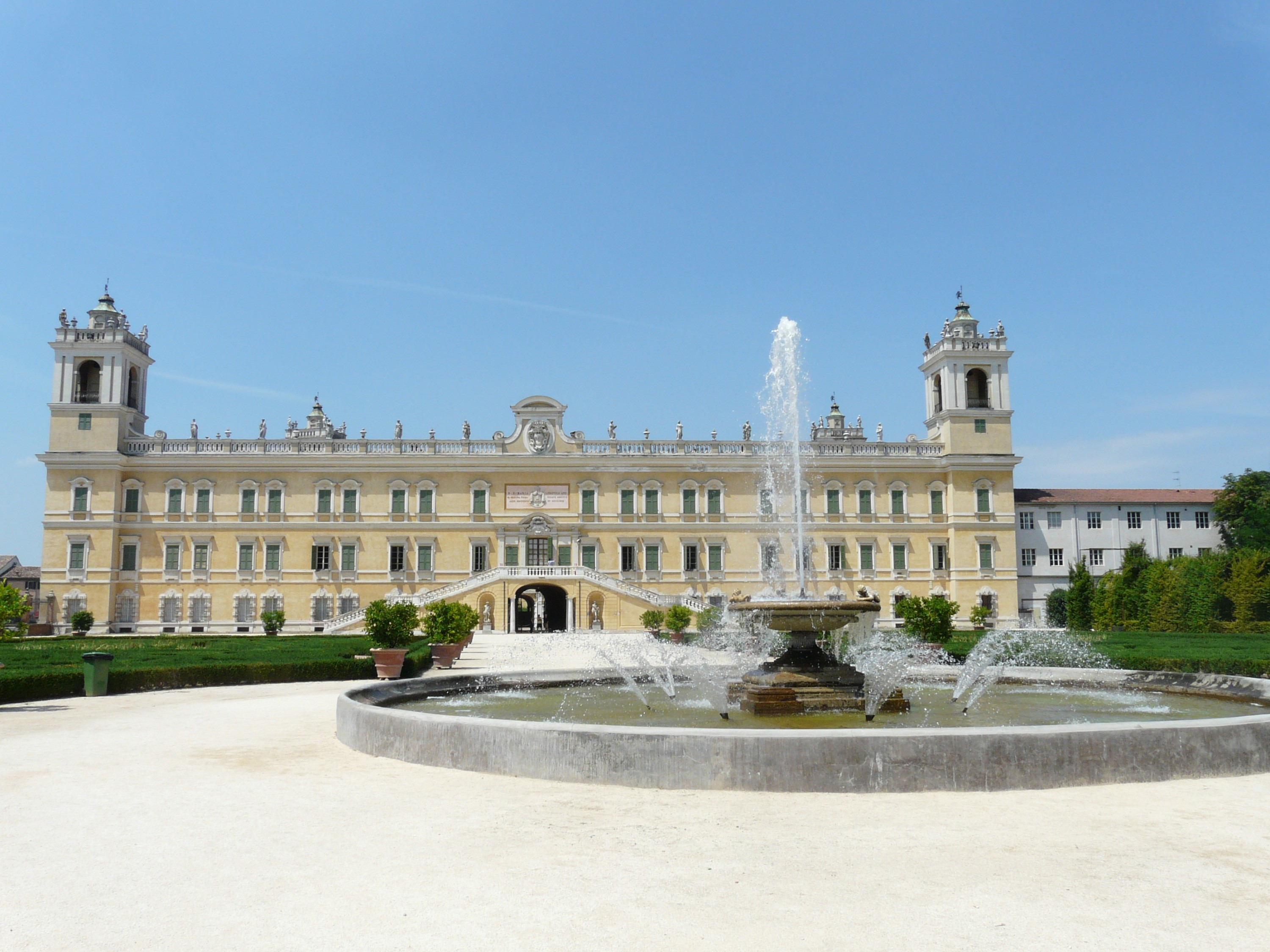
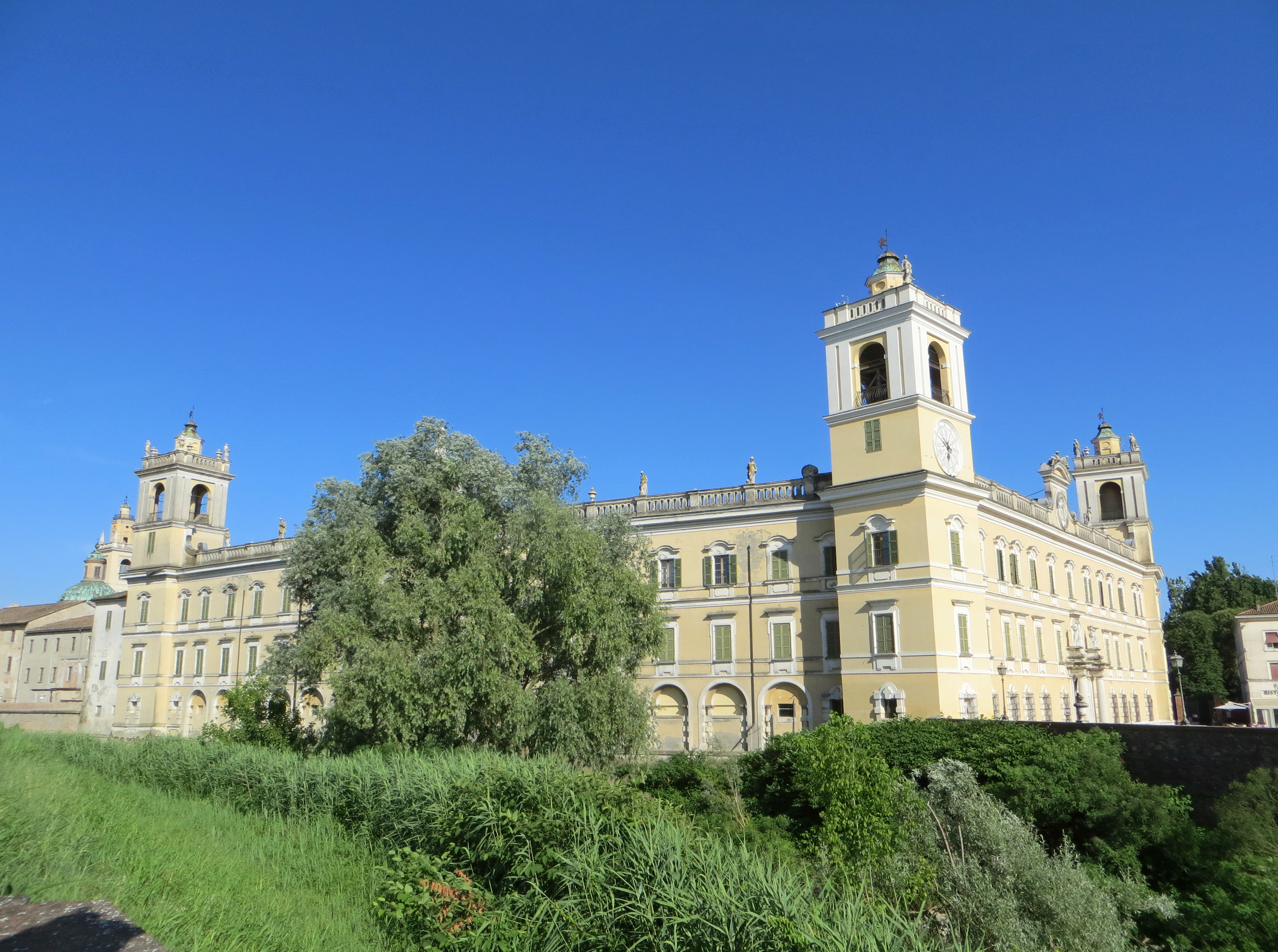
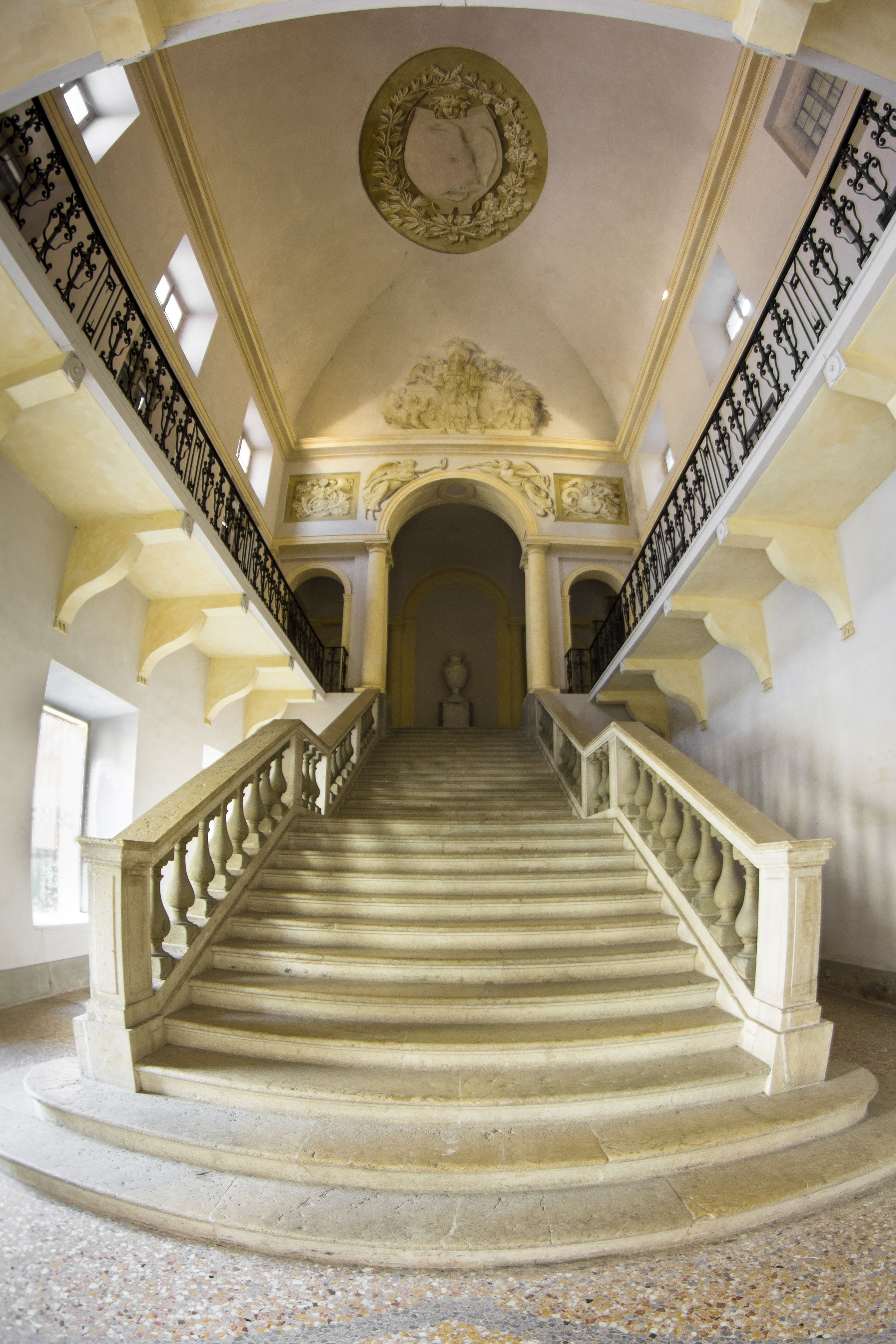
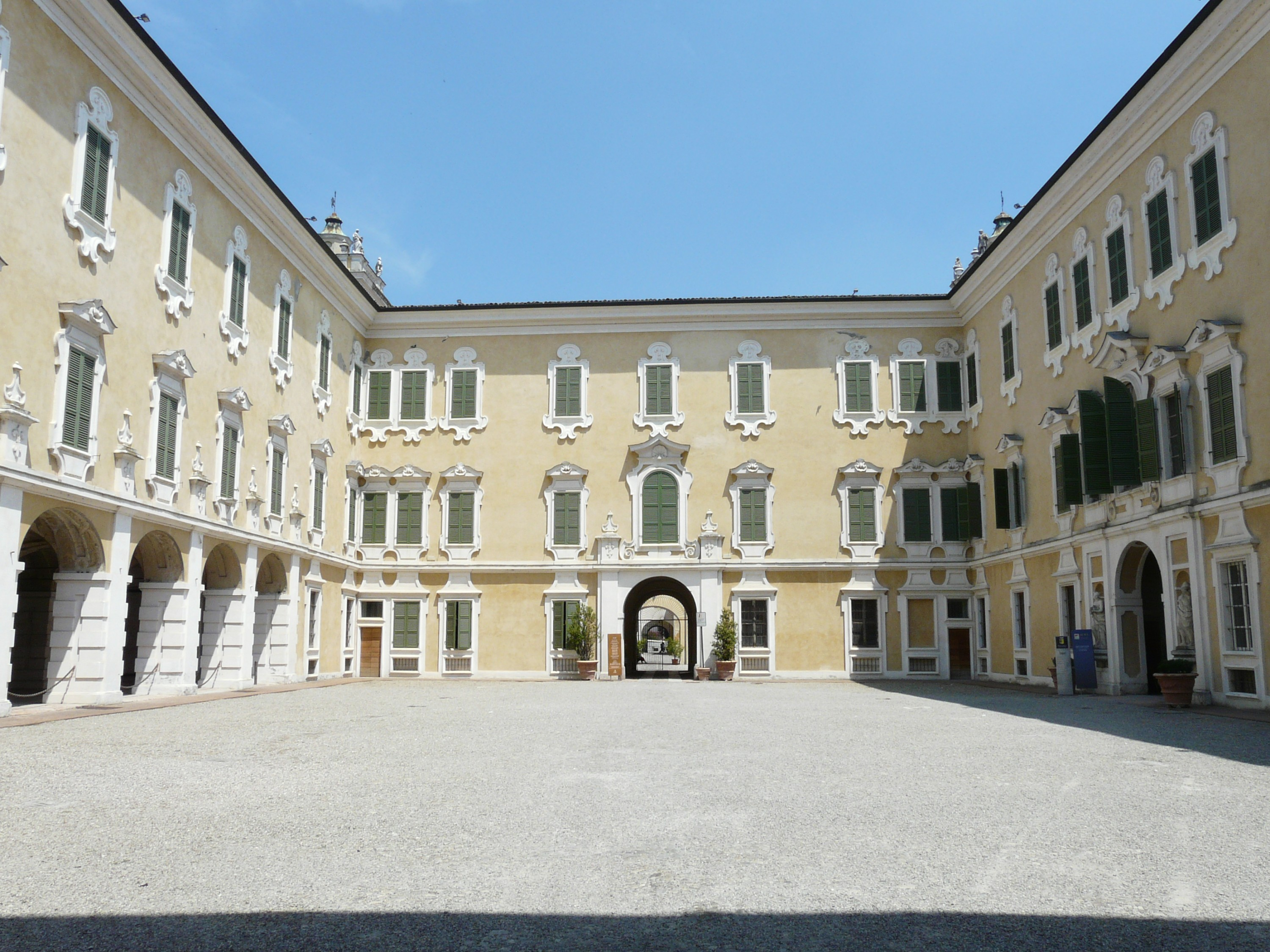
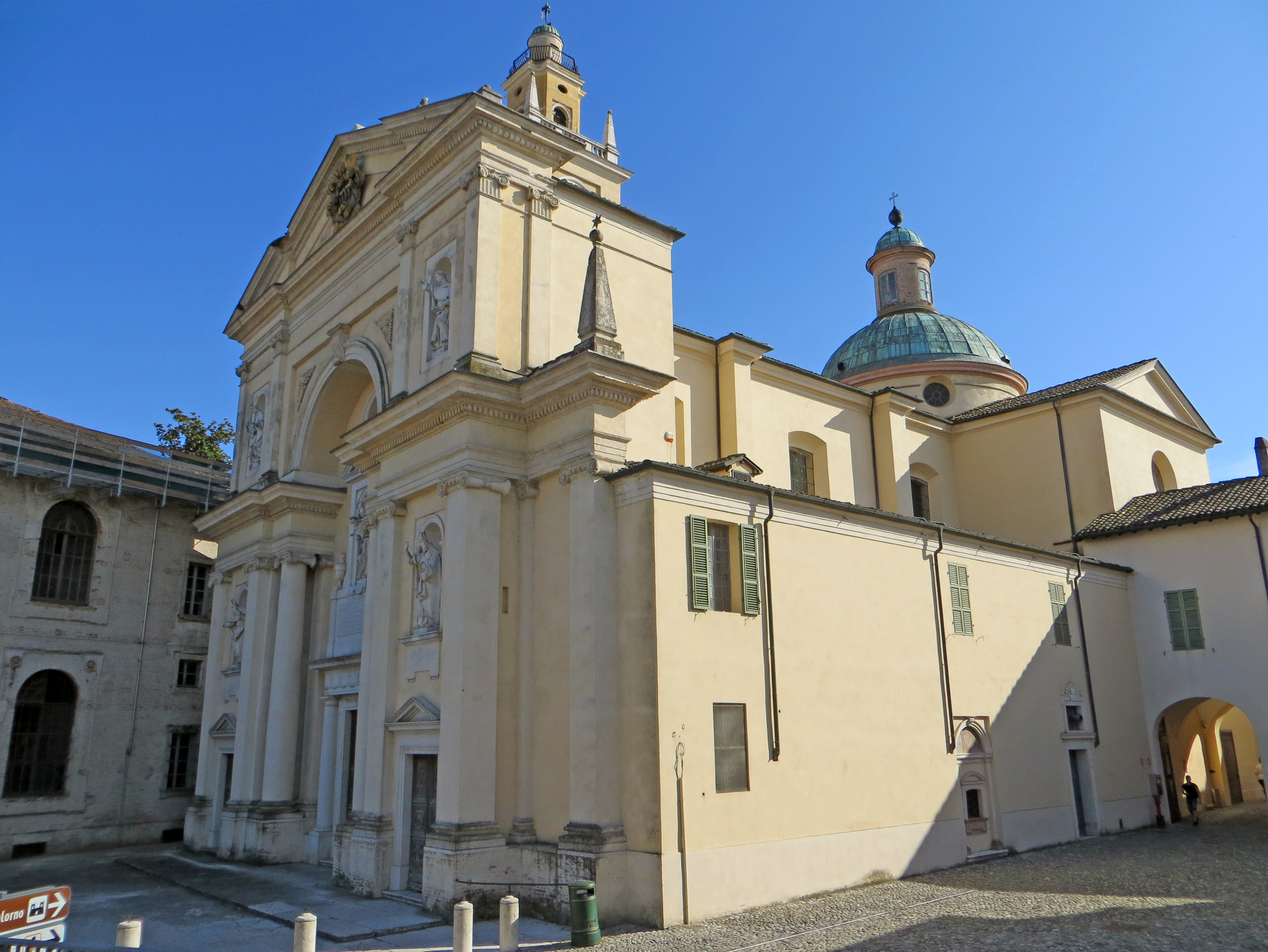
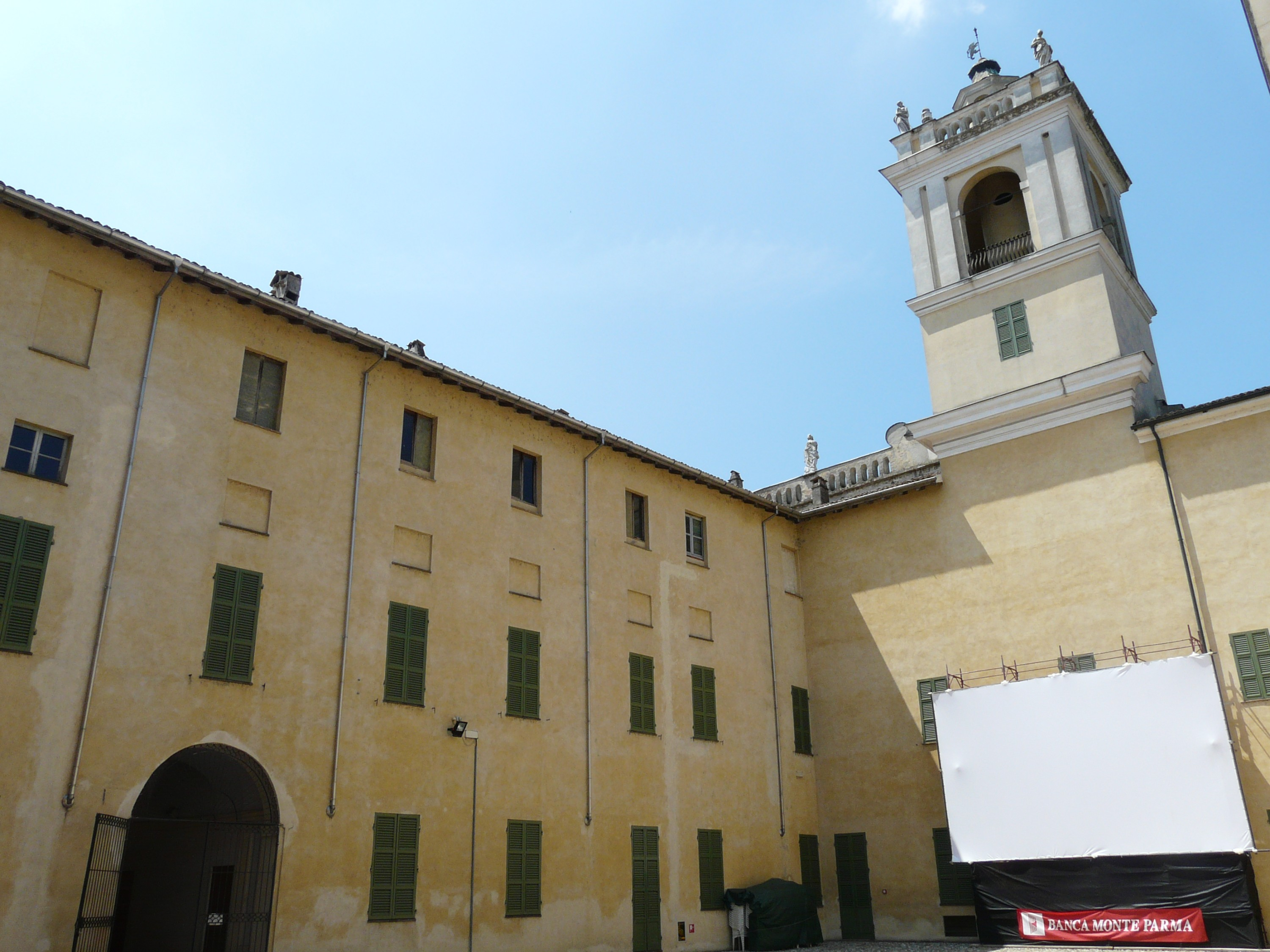
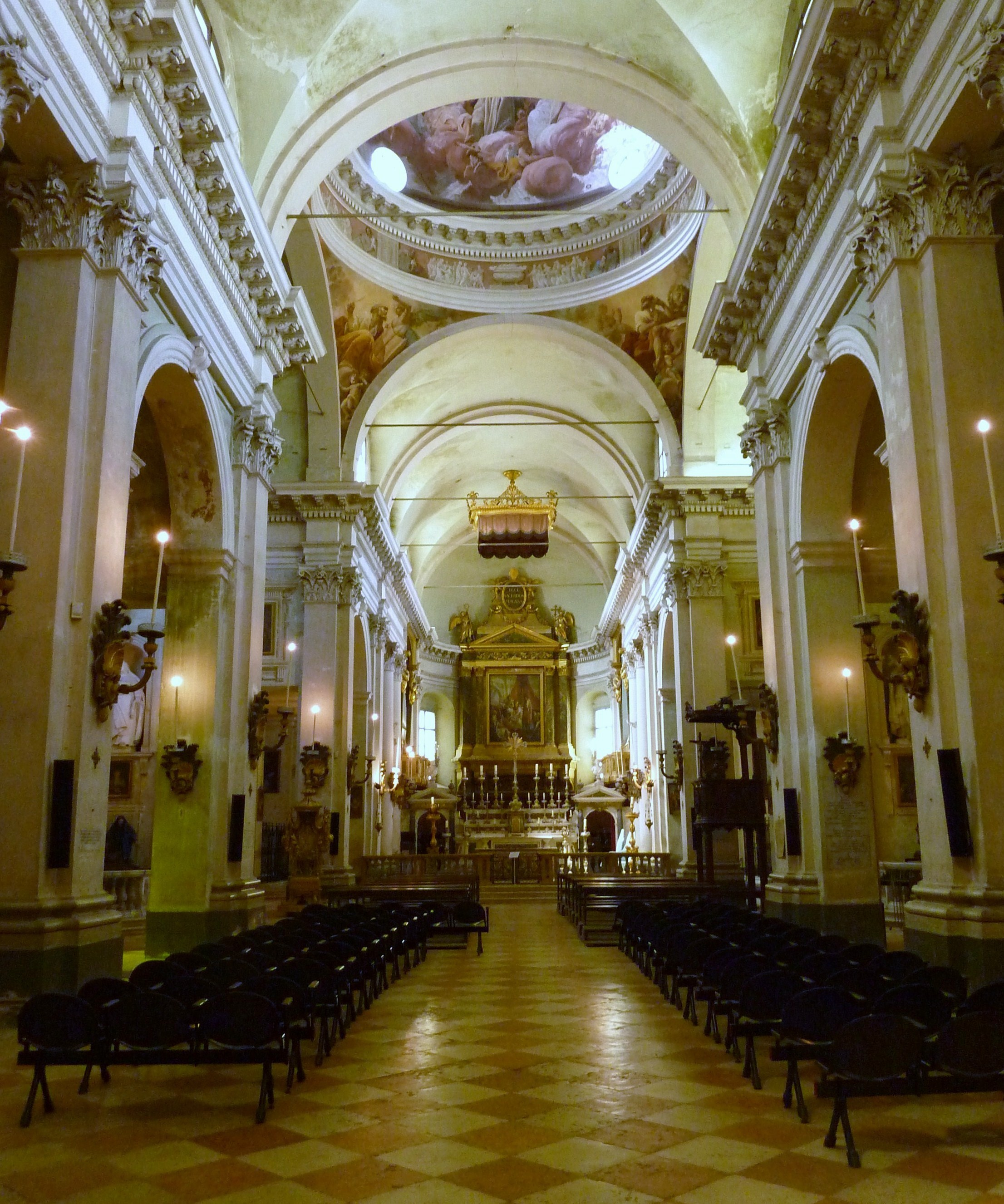
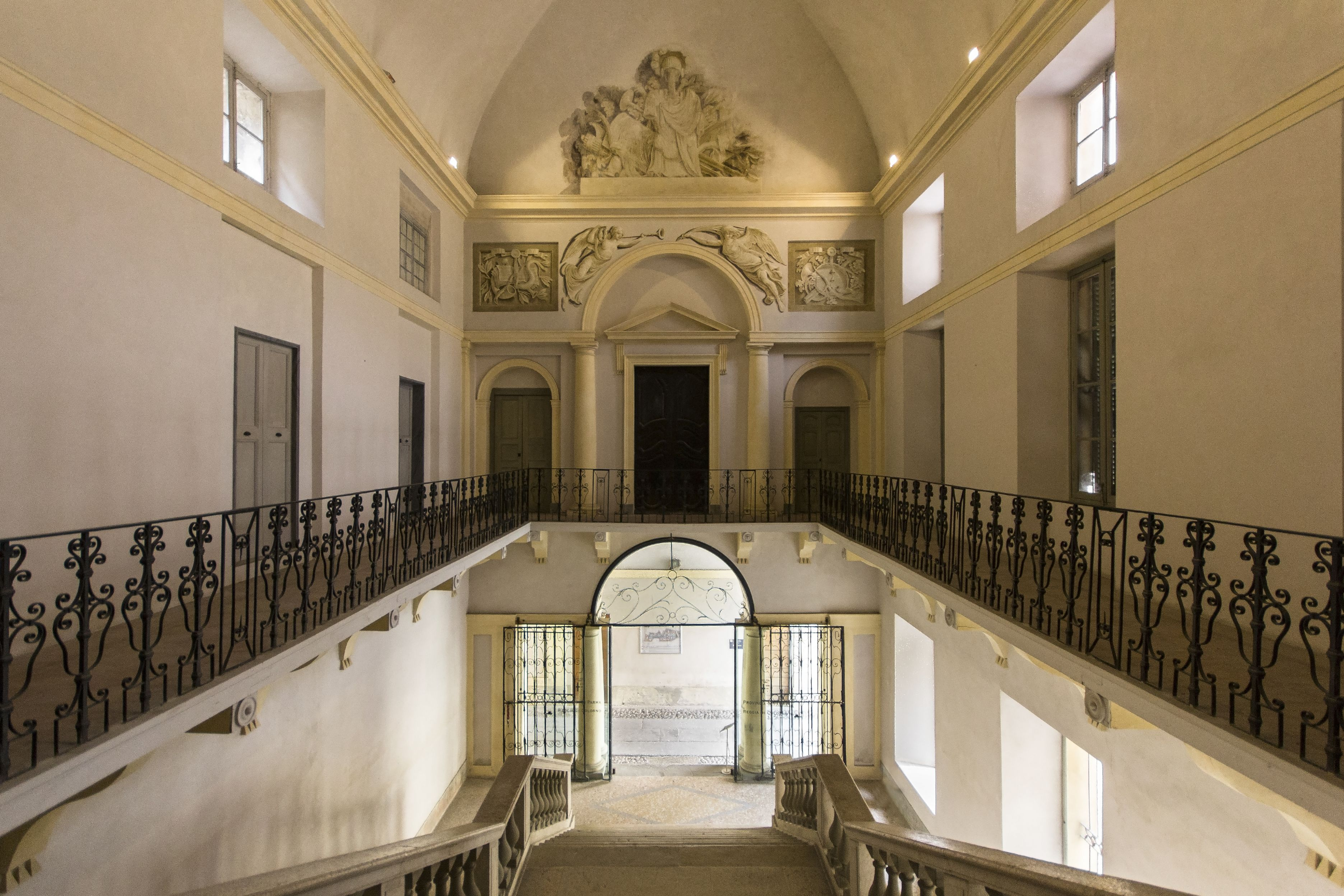
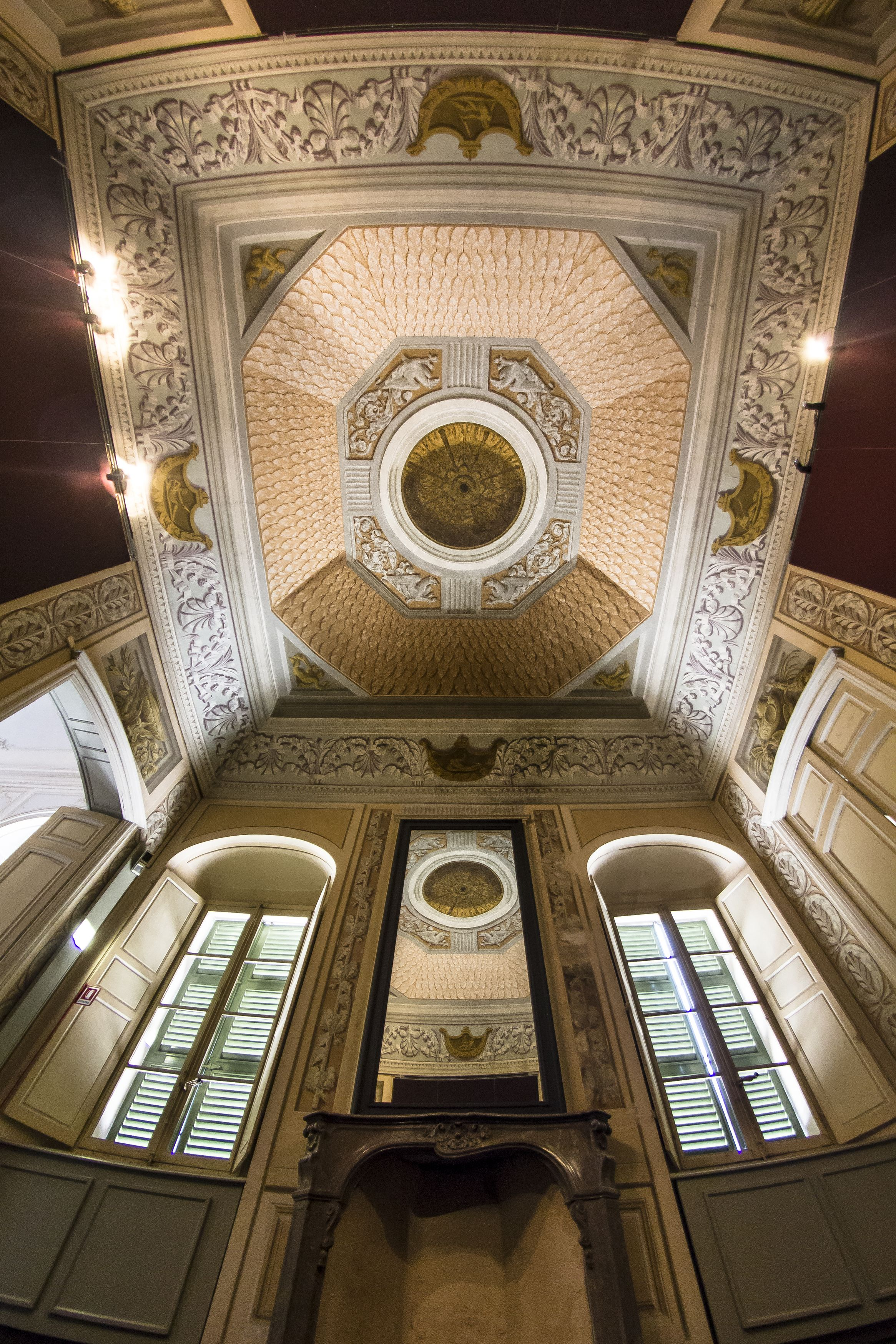
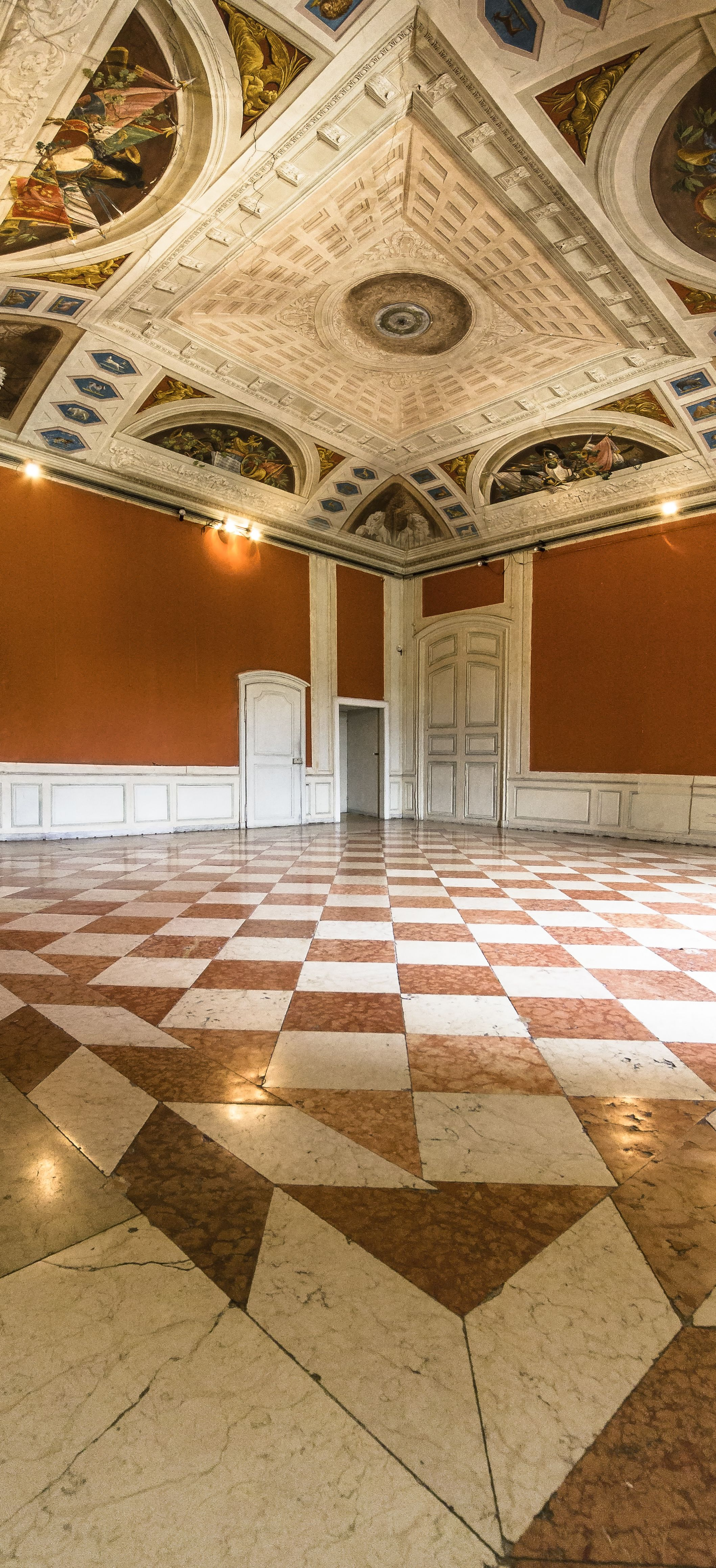
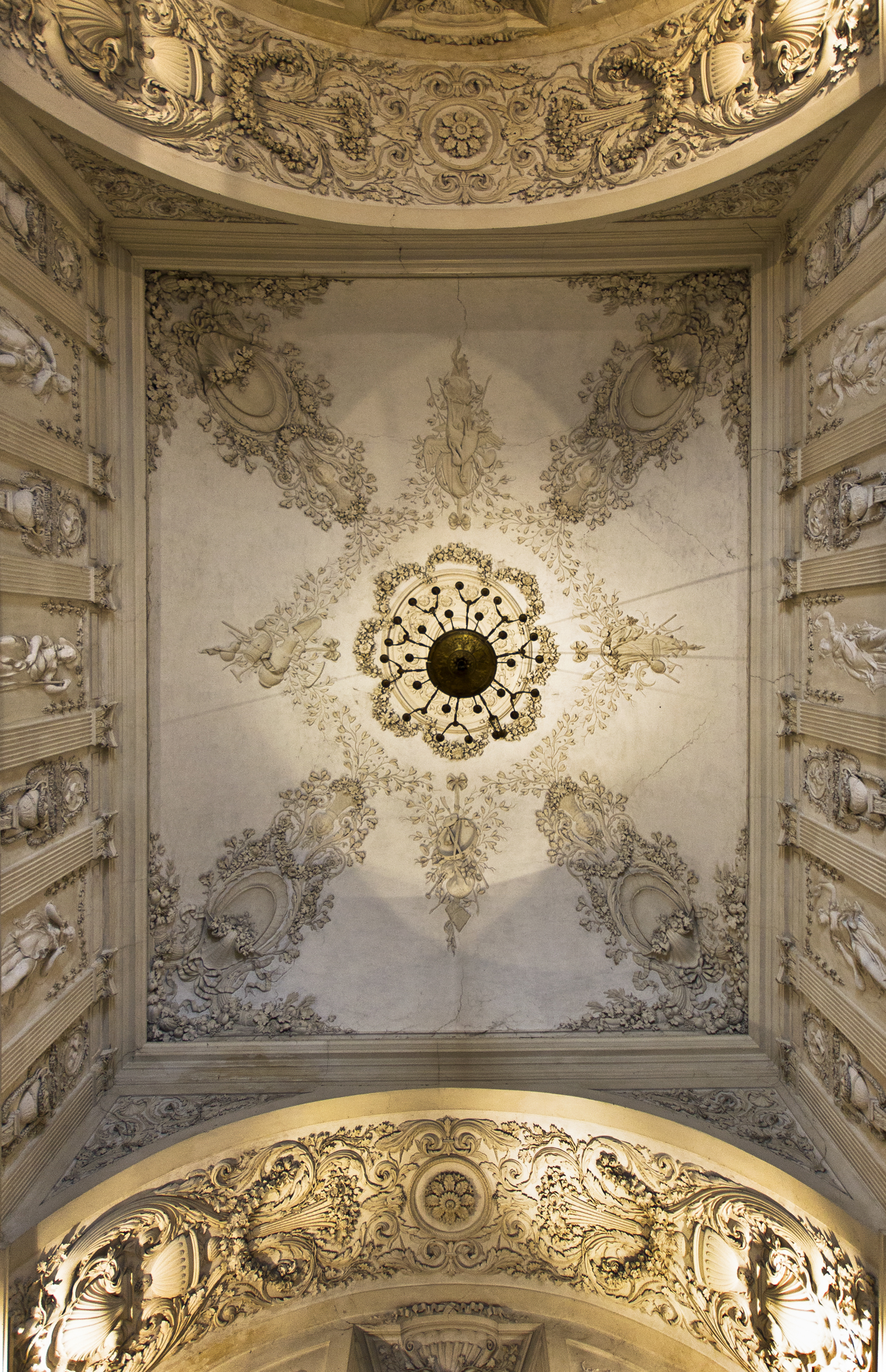
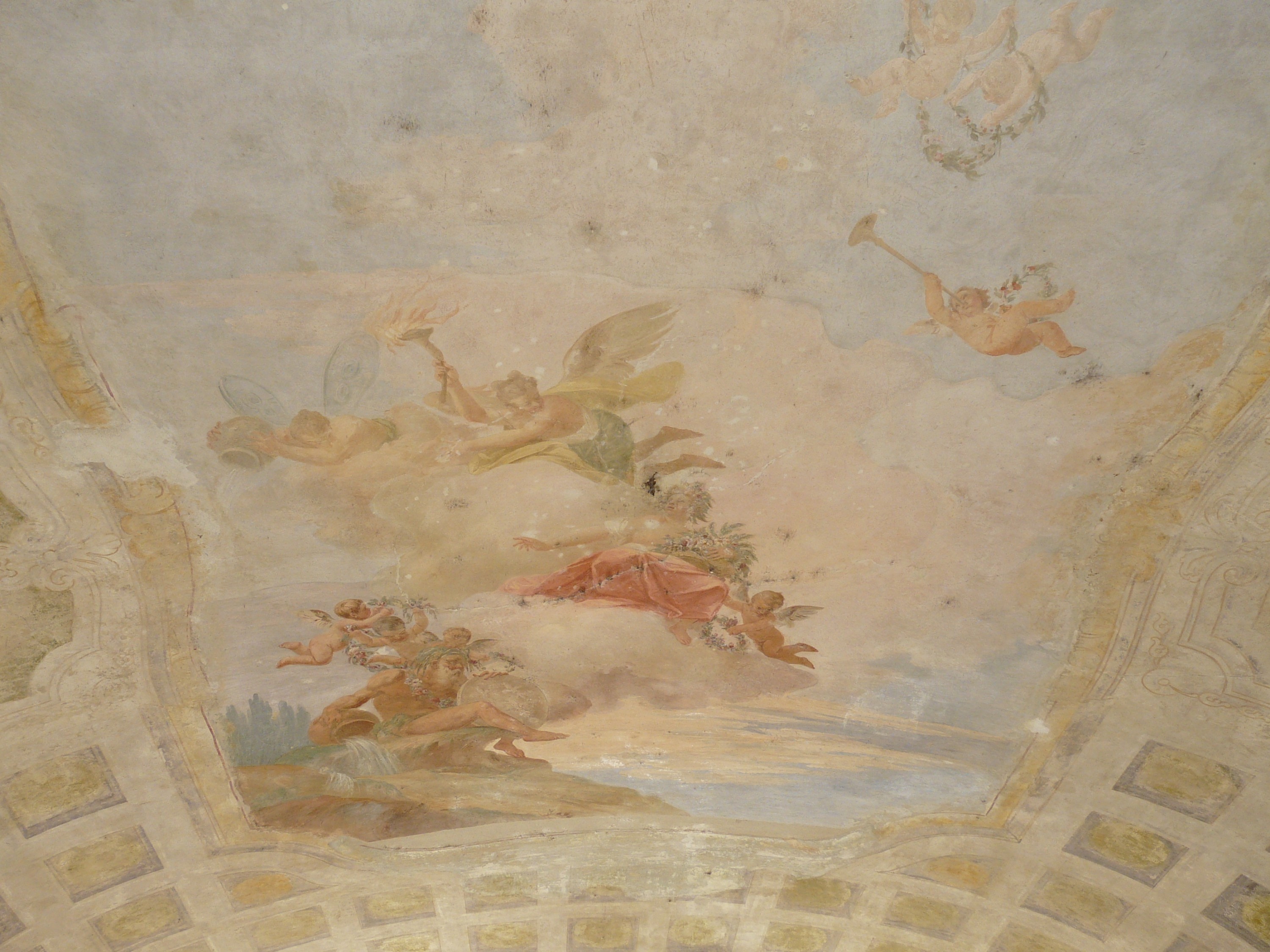
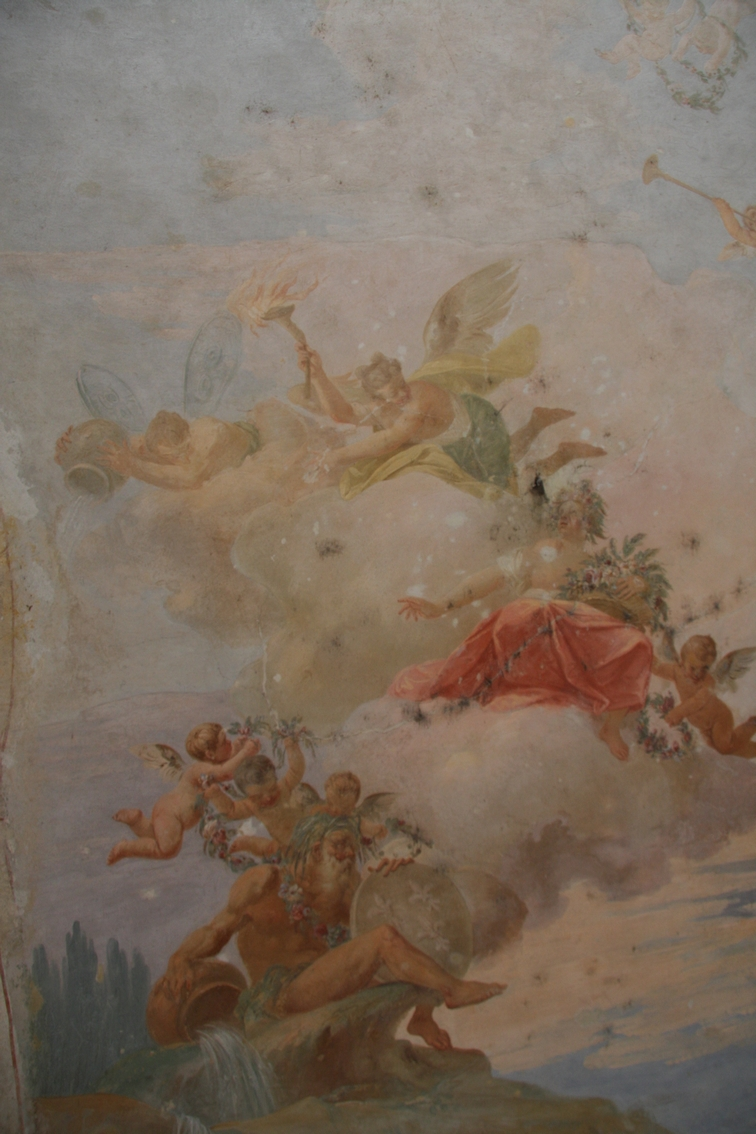
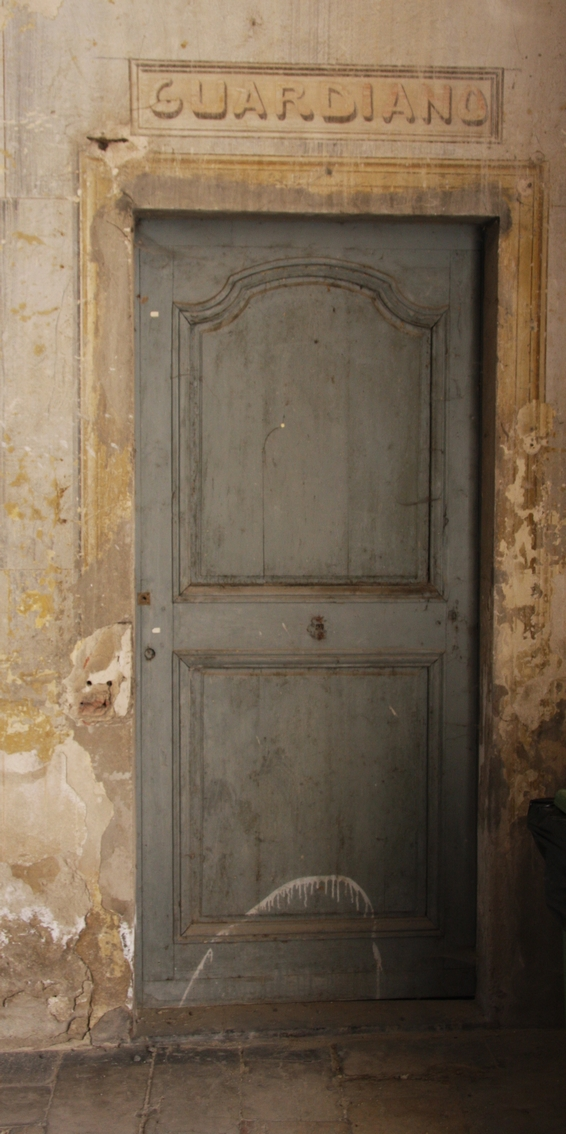
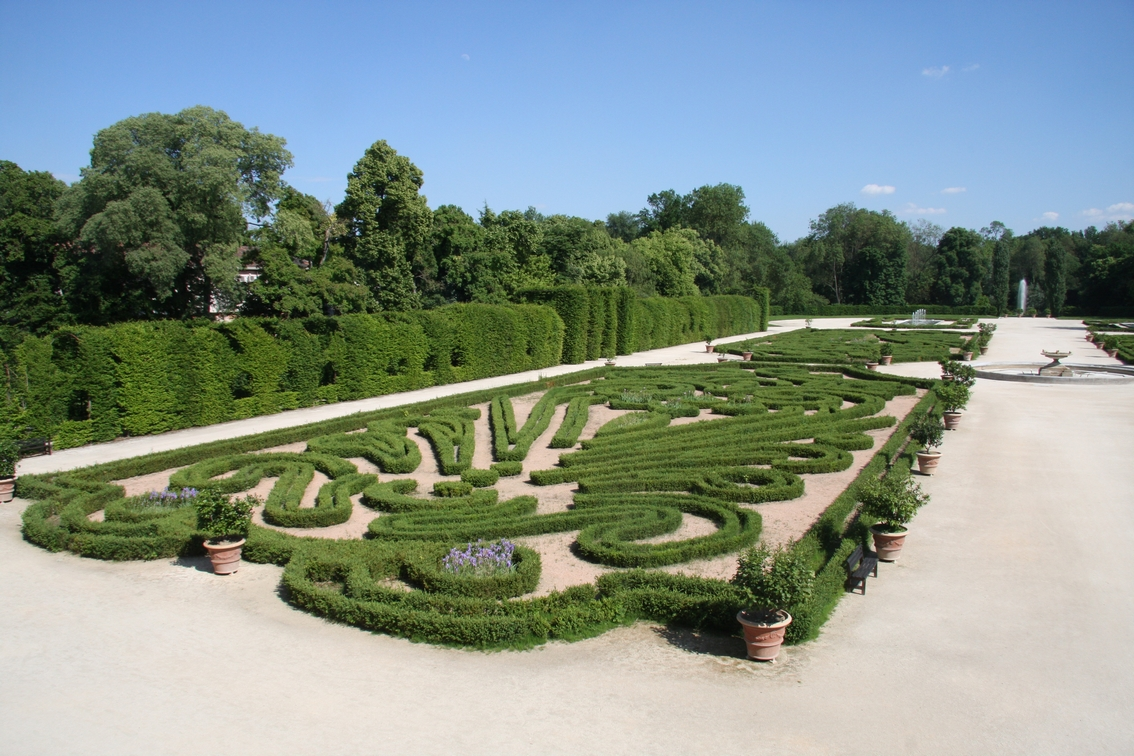
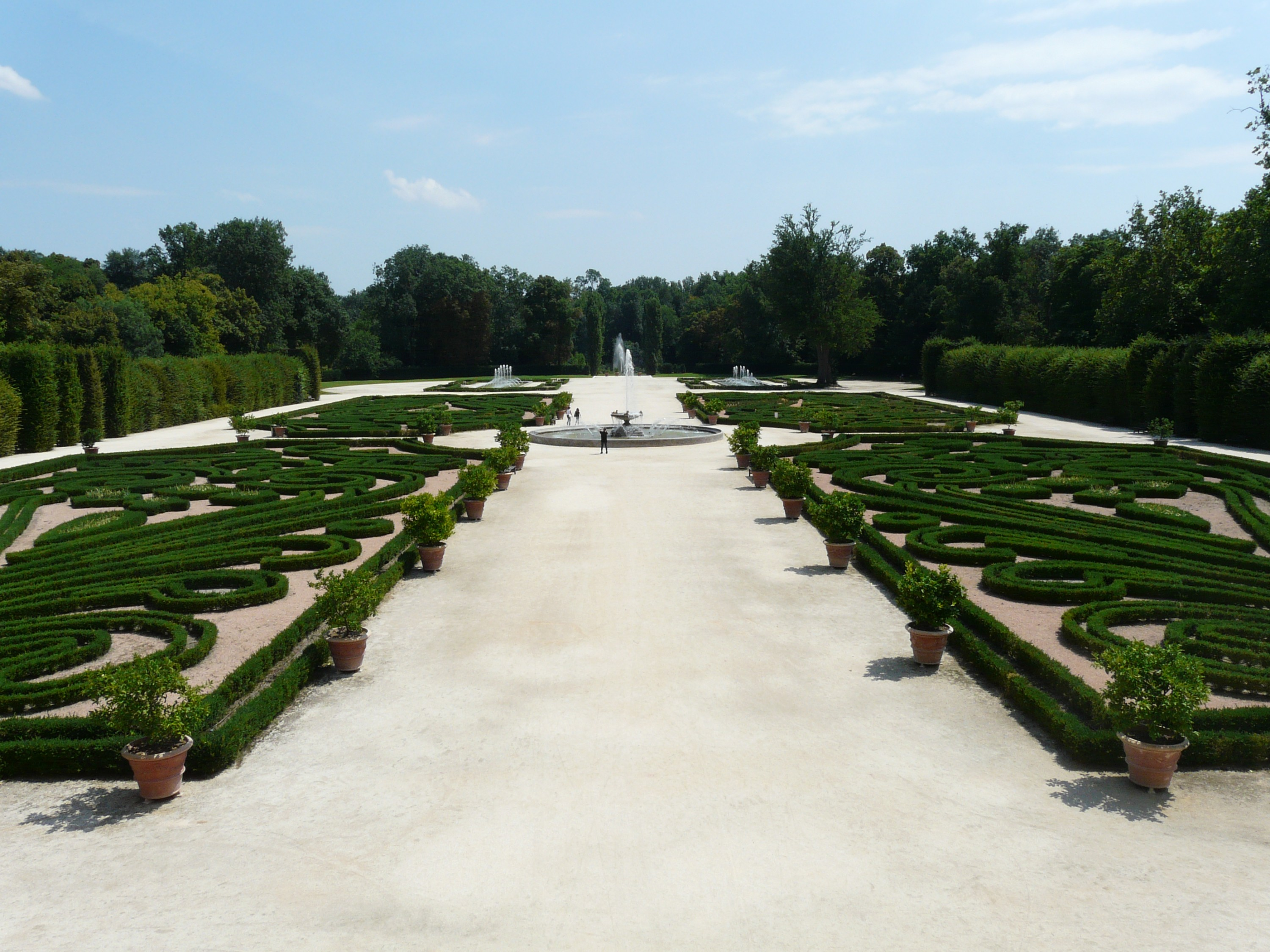
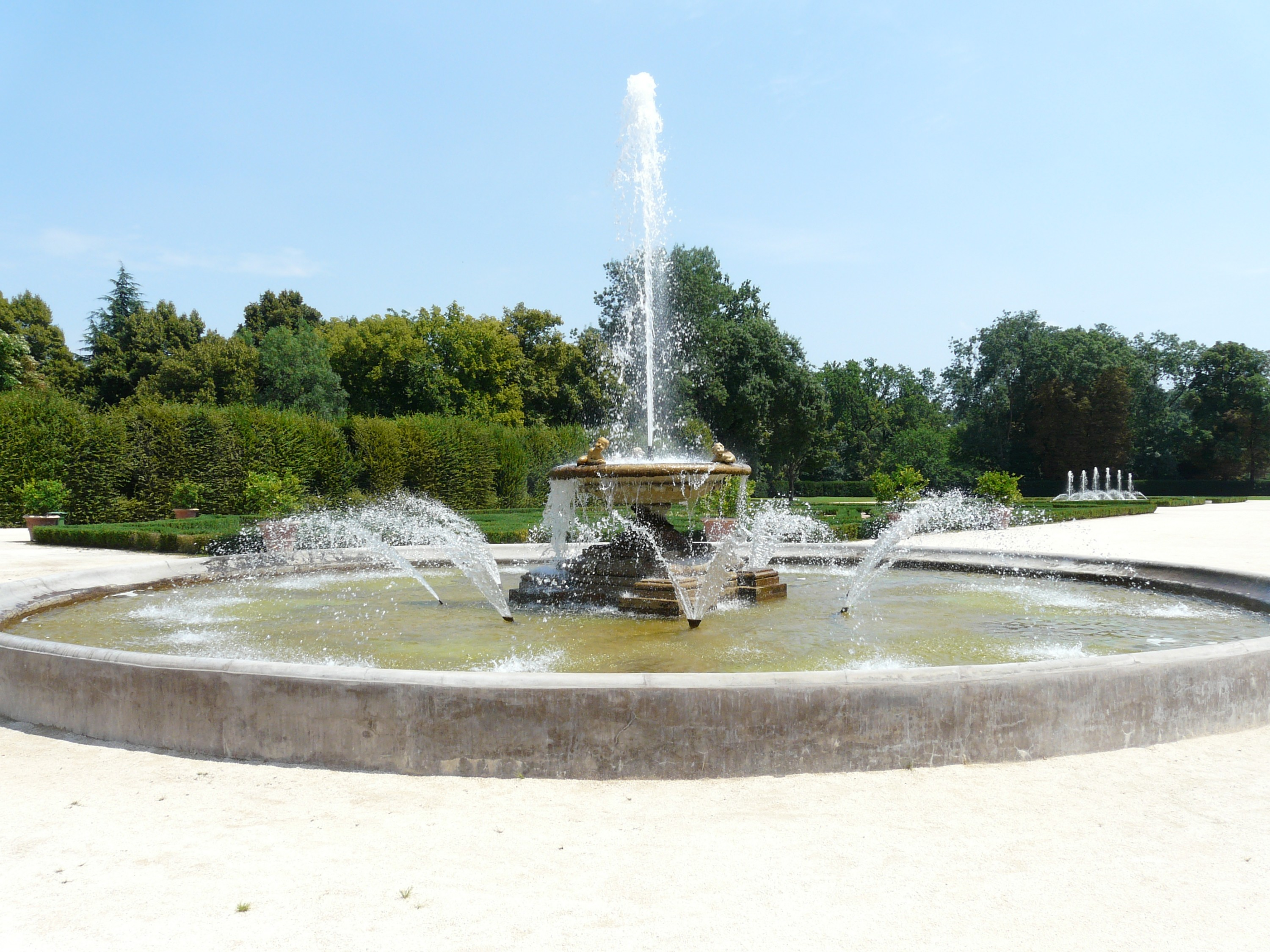
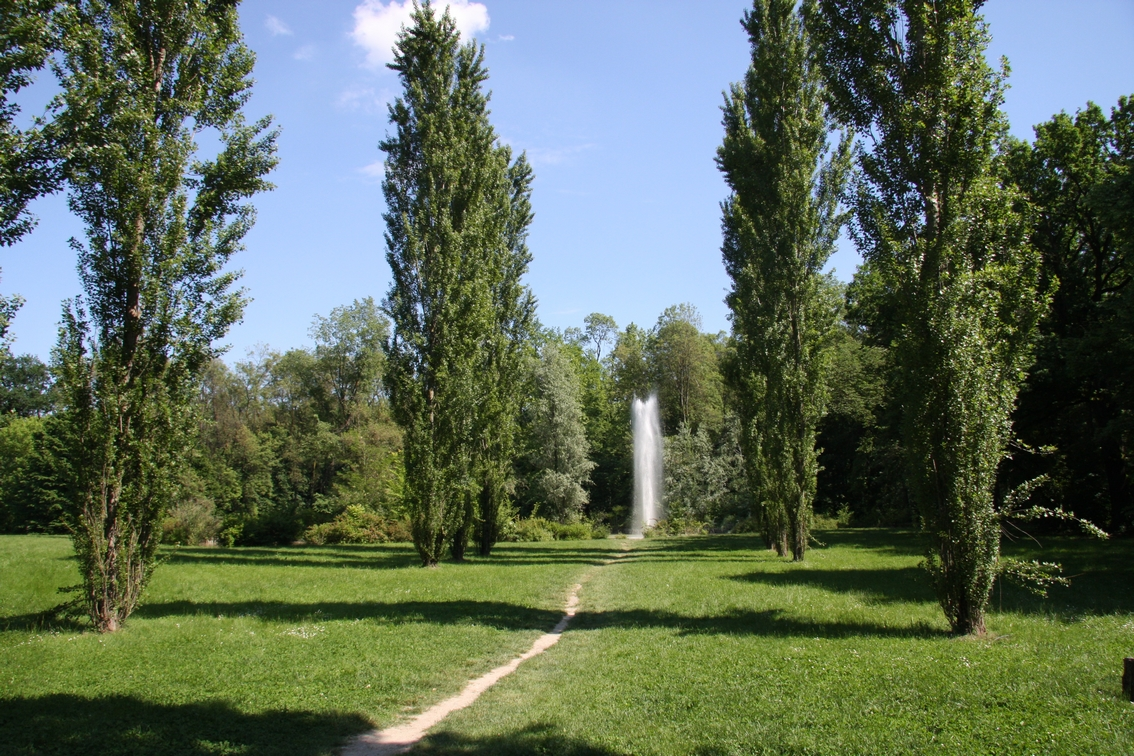
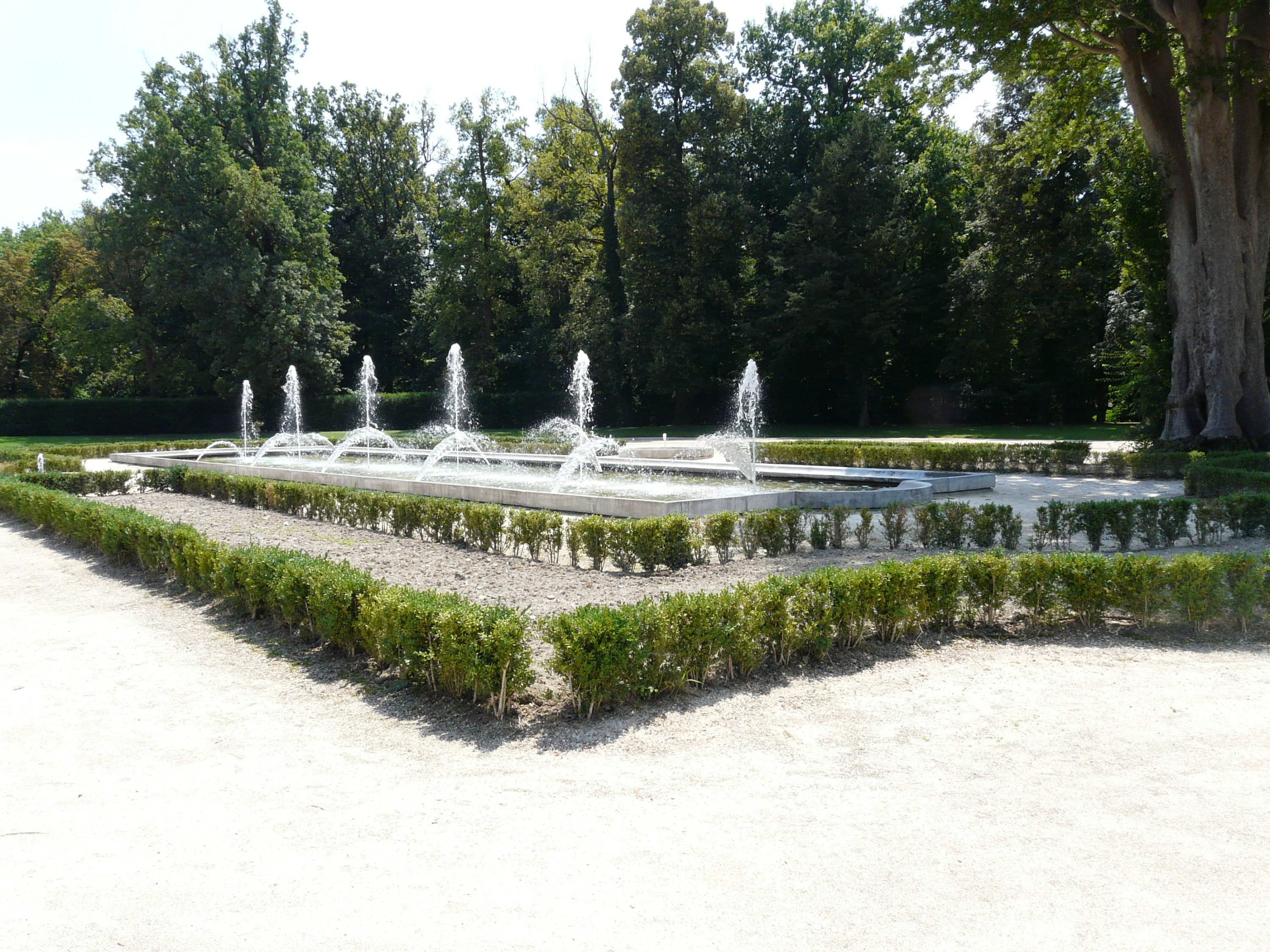
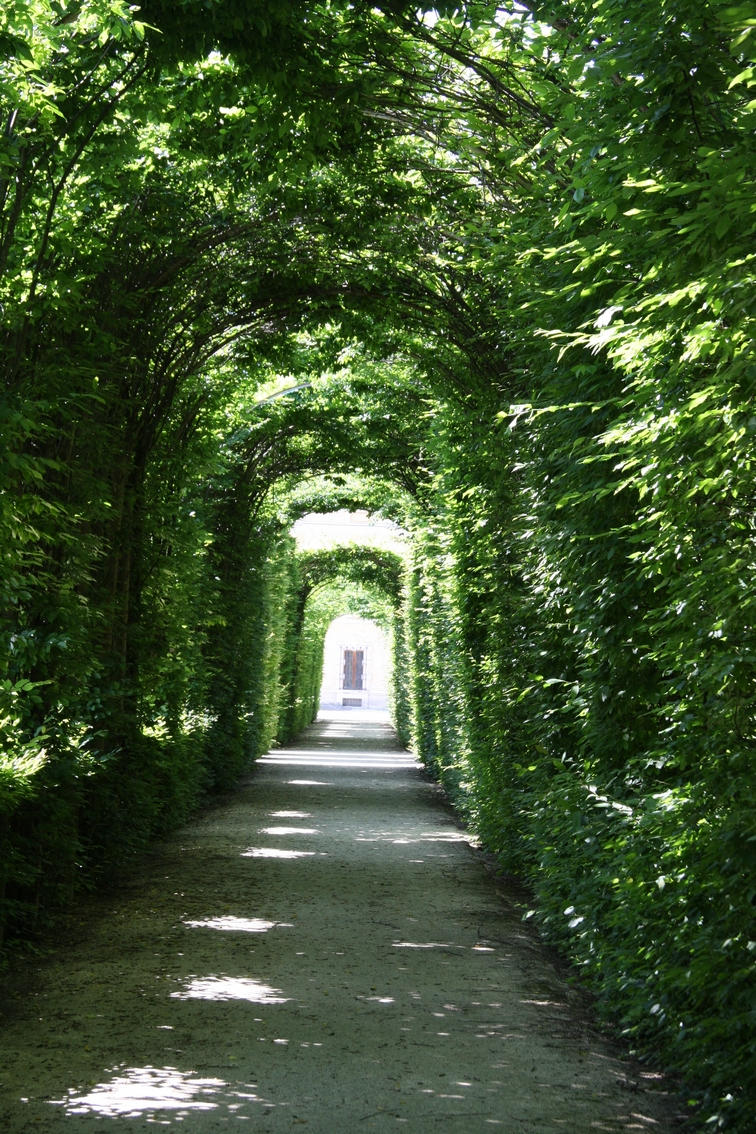
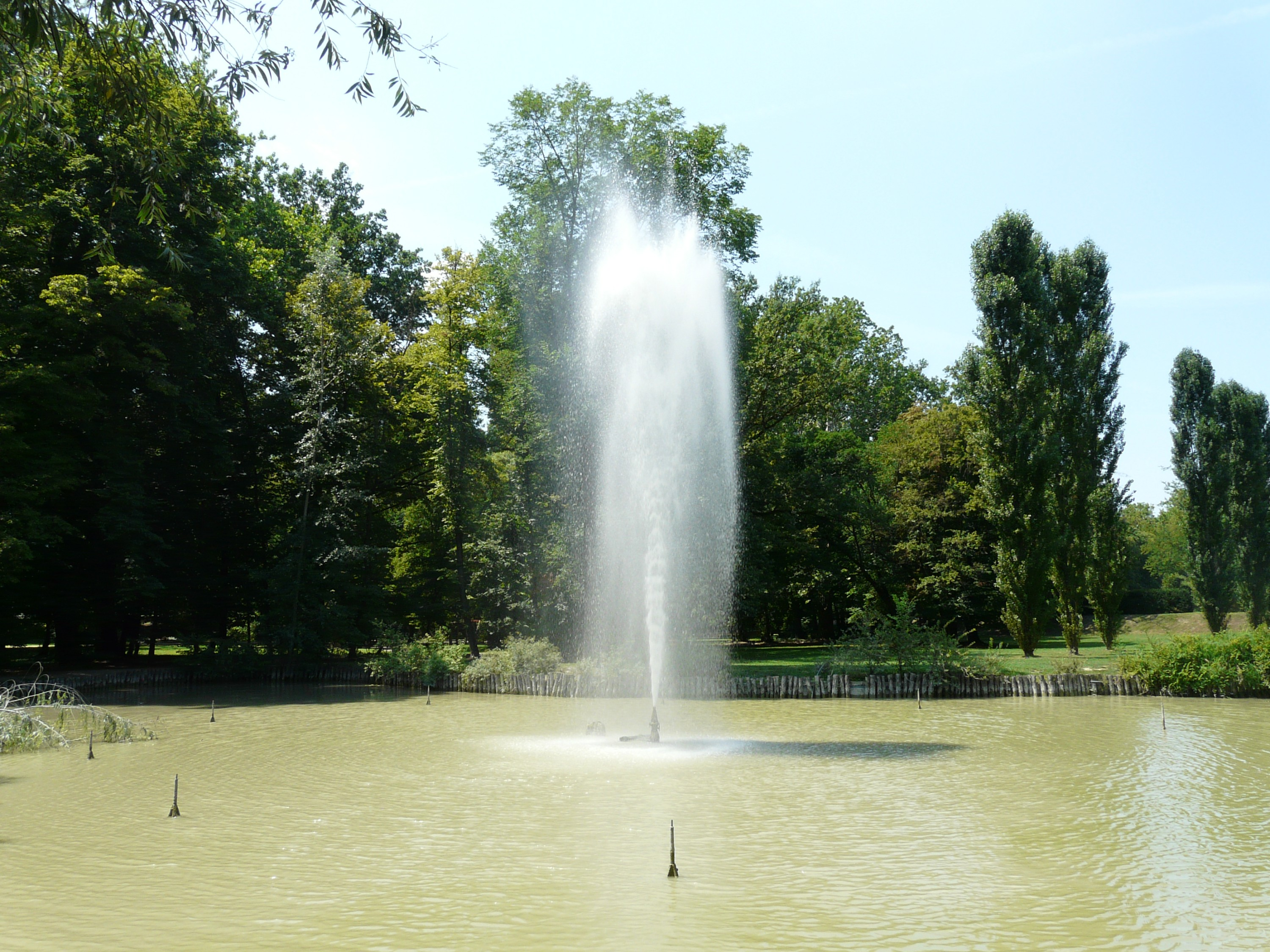

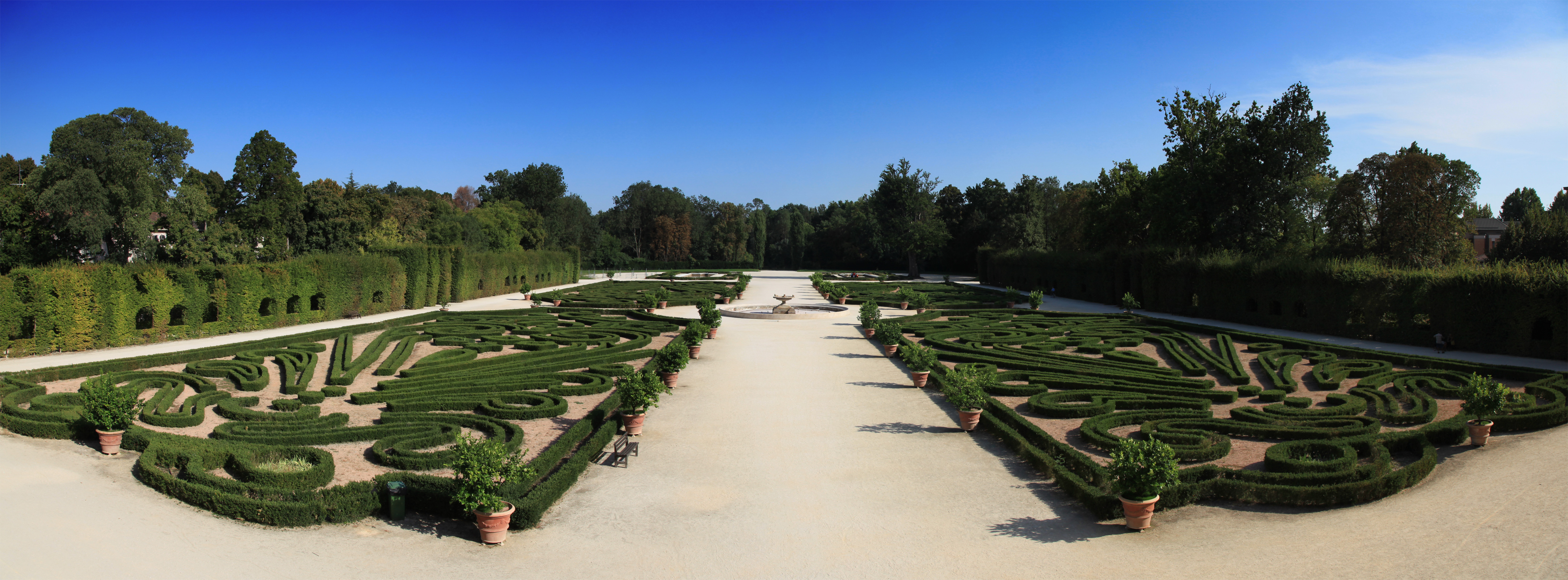